# Mistrzostwa Świata Juniorów w Saneczkarstwie 2001
16. Mistrzostwa Świata Juniorów w saneczkarstwie odbyły się w dniach 26–28 stycznia 2001 w norweskim Lillehammer. Rozegrane zostały cztery konkurencje: jedynki kobiet, jedynki mężczyzn, dwójki mężczyzn oraz zawody drużynowe. W tabeli medalowej najlepsi byli Amerykanie.

## Wyniki

### Jedynki kobiet[1]
- Data: Piątek 26 stycznia 2001

| Medal | Zawodniczka       | Narodowość        | Czas     | Strata |
| ----- | ----------------- | ----------------- | -------- | ------ |
|       | Nicole Oliveira   | Stany Zjednoczone | 1:40.559 |        |
|       | Courtney Zablocki | Stany Zjednoczone | 1:40.874 | +0.315 |
|       | Brenna Margol     | Stany Zjednoczone | 1:41.211 | +0.652 |
| 4.    | Ashley Hayden     | Stany Zjednoczone | 1:41.333 | +0.774 |
| 5.    | Julia Schäfer     | Niemcy            | 1:41.393 | +0.834 |
| 6.    | Nina Reithmayer   | Austria           | 1:41.527 | +0.968 |
| 7.    | Anja Huber        | Niemcy            | 1:41.647 | +1.088 |
| 8.    | Maria Feichter    | Austria           | 1:41.897 | +1.338 |
| ...   | ...               | ...               | ...      | ...    |
| 24.   | Monika Romańczuk  | Polska            | 1:44.650 | +4.091 |
| 26.   | Sylwia Dobija     | Polska            | 1:45.581 | +5.022 |

### Jedynki mężczyzn[2]
- Data: Sobota 27 stycznia 2001

| Medal | Zawodnik            | Narodowość        | Czas     | Strata |
| ----- | ------------------- | ----------------- | -------- | ------ |
|       | David Möller        | Niemcy            | 1:46.560 |        |
|       | Mike Moffat         | Kanada            | 1:46.631 | +0.071 |
|       | Jan Eichhorn        | Niemcy            | 1:46.947 | +0.387 |
| 4.    | Patrick Andreson    | Stany Zjednoczone | 1:47.268 | +0.708 |
| 5.    | Jonathan Myles      | Stany Zjednoczone | 1:47.602 | +1.042 |
| 6.    | Jeff Christie       | Kanada            | 1:47.748 | +1.188 |
| 7.    | Aleksiej Gorlatszew | Rosja             | 1:47.826 | +1.266 |
| 8.    | Patrick Schürer     | Niemcy            | 1:48.058 | +1.498 |
| ...   | ...                 | ...               | ...      | ...    |
| 27.   | Przemysław Pochłód  | Polska            | 1:50.054 | +3.494 |
| 39.   | Przemysław Pitroń   | Polska            | 1:54.247 | +7.687 |

### Dwójki mężczyzn[3]
- Data: Piątek 26 stycznia 2001

| Medal | Zawodnicy                         | Narodowość        | Czas     | Strata |
| ----- | --------------------------------- | ----------------- | -------- | ------ |
|       | Patrick Anderson/Brian Wohlleb    | Stany Zjednoczone | 1:48.837 |        |
|       | Grant Albrecht/Mike Moffat        | Kanada            | 1:48.894 | +0.057 |
|       | Andreas Linger/Wolfgang Linger    | Austria           | 1:49.585 | +0.748 |
| 4.    | Yukio Griffall/Dan Joye           | Stany Zjednoczone | 1:50.076 | +1.239 |
| 5.    | Franz König/Christian Kontny      | Niemcy            | 1:50.202 | +1.365 |
| 6.    | Steffen Reuter/Denis Knössl       | Niemcy            | 1:50.454 | +1.617 |
| 7.    | Christian Pfalz/Martin Biedermann | Niemcy            | 1:50.758 | +1.921 |
| 8.    | Michaił Kuzmicz/Juri Weselow      | Rosja             | 1:50.778 | +1.941 |
| ...   | ...                               | ...               | ...      | ...    |
| 20.   | Łukasz Kruczek/Marcin Piekarski   | Polska            | 1:52.775 | +3.938 |

### Drużynowe[4]
- Data: Niedziela 28 stycznia 2001

| Medal | Zawodnicy                                                               | Narodowość           | Czas     | Strata  |
| ----- | ----------------------------------------------------------------------- | -------------------- | -------- | ------- |
|       | Patrick Anderson/Nicole Oliveira/Patrick Anderson/Brian Wohlleb         | Stany Zjednoczone I  | 2:37.050 |         |
|       | Jonathan Myles/Courtney Zablocki/Yukio Griffall/Dan Joye                | Stany Zjednoczone II | 2:37.747 | +0.697  |
|       | Martin Abentung/Nina Reithmayer/Andreas Linger/Wolfgang Linger          | Austria              | 2:37.952 | +0.902  |
| 4.    | Jan Eichhorn/Anja Huber/Steffen Reuter/Denis Knössl                     | Niemcy I             | 2:38.329 | +1.279  |
| 5.    | Aleksiej Gorlatszew/Anastazja Tambowzowa/Michaił Kuzmicz/Juri Weselow   | Rosja I              | 2:38.972 | +1.922  |
| 6.    | Juris Šics/Maija Tīruma/Juris Rusa/Einars Krumins                       | Łotwa                | 2:39.138 | +2.88   |
| 7.    | David Mair/Maria Feichter/Patrick Schwienbacher/Klaus Kofler            | Włochy               | 2:39.150 | +2.100  |
| 8.    | Jozef Ninis/Iveta Sokoliková/Jozef Ninis/Daniel Cech                    | Słowacja             | 2:39.325 | +2.275  |
| ...   | ...                                                                     | ...                  | ...      | ...     |
| 13.   | Przemysław Pochłód/Aleksandra KupczyńskaŁukasz Kruczek/Marcin Piekarski | Polska               | 3:16.413 | +39.363 |

## Klasyfikacja medalowa
| Miejsce | Państwo           |   |   |   | Razem |
| ------- | ----------------- | - | - | - | ----- |
| 1.      | Stany Zjednoczone | 3 | 2 | 1 | 6     |
| 2.      | Niemcy            | 1 | 0 | 1 | 2     |
| 3.      | Kanada            | 0 | 2 | 0 | 2     |
| 4.      | Austria           | 0 | 0 | 2 | 2     |